# Chuanhui
Chuanhui (en chino, 川汇; pinyin, Chuān·Huì (escuchar)ⓘ) es un distrito urbano bajo la administración directa de la Prefectura  Zhoukou  en la Provincia de Henan, República Popular China.  Su área es de 337 km² y su población total para 2020 superó los 600 mil  habitantes. 

## Administración
Desde octubre de 2022, el  Distrito Chuanhui   se divide en 15 pueblos  administrados  en subdistritos.

## Toponimia
El topónimo Chuanhui [/chuán-Juéi/] se compone de los sinogramas Chuan (río) y Hui (converger), con el significado "intersección de ríos". En el año 2000, el Municipio Zhoukou fue elevado a distrito y llamado Chuanhui porque yace en la confluencia de los ríos Shahe, Yinghe y Jialu, de ahí su nombre.